# Ahmed Khairy
	Ahmed Abbas Khairy Sabr (Arabisch: أحمد عباس خيري صبري) was een Egyptisch atleet. Hij nam deel aan de Olympische Zomerspelen van 1920 in Antwerpen.

## Belangrijkste resultaten

### Olympische Zomerspelen
| Jaar | Plaats    | Discipline | Onderdeel | Resultaat                    |
| ---- | --------- | ---------- | --------- | ---------------------------- |
| 1920 | Antwerpen | Atletiek   | 100 m (m) | eerste ronde: 4e (reeks 2)   |
| 1920 | Antwerpen | Atletiek   | 200 m (m) | eerste ronde: 4e (reeks 6)   |
| 1920 | Antwerpen | Atletiek   | 400 m (m) | eerste ronde: DNF (reeks 10) |

### Persoonlijke records
| Onderdeel | Tijd    | Jaar |
| --------- | ------- | ---- |
| 100 m     | 10,8 s. | 1921 |

- World Athletics: 14989338